# Крапан
Крапан је насељено место у саставу општине Раша у Истарској жупанији, Хрватска. До територијалне реорганизације у Хрватској налазио се у саставу старе општине Лабин.

## Становништво
На попису становништва 2011. године, Крапан је имао 151 становника.

## Попис1991.
На попису становништва 1991. године, насељено место Крапан је имало 231 становника, следећег националног састава:
| Попис 1991.‍  | Попис 1991.‍  | Попис 1991.‍ | Попис 1991.‍ | Попис 1991.‍ |
| ------------ | ------------ | ----------- | ----------- | ----------- |
|              |              |             |             |             |
| Муслимани    | Муслимани    |             | 156         | 67,53%      |
| Хрвати       | Хрвати       |             | 29          | 12,55%      |
| Албанци      | Албанци      |             | 15          | 6,49%       |
| Срби         | Срби         |             | 14          | 6,06%       |
| Италијани    | Италијани    |             | 1           | 0,43%       |
| Југословени  | Југословени  |             | 1           | 0,43%       |
| Руси         | Руси         |             | 1           | 0,43%       |
| неопредељени | неопредељени |             | 2           | 0,86%       |
| регион. опр. | регион. опр. |             | 12          | 5,19%       |
| укупно: 231  |              |             |             |             |